# حمید الماس
حمید الماس (انگلیسی: Humaid Almas؛ زادهٔ ۲۱ ژوئن ۱۹۹۲) بازیکن فوتبال اهل امارات متحده عربی است.